# Dominique Borella
Dominique Borella (? – 1975) là một quân nhân và lính đánh thuê người Pháp. Từng tham chiến ở Đông Dương trong cuộc chiến tranh Đông Dương lần thứ nhất, sau đó ông còn tham chiến trong cuộc chiến tranh Algérie, nội chiến Campuchia và nội chiến Liban.

## Binh nghiệp
Vào năm 18 tuổi, Borella tình nguyện gia nhập Quân đội viễn chinh Pháp vùng Viễn Đông. Trực triếp tham chiến trong trận Điện Biên Phủ và trở thành một trong những người trẻ nhất nhận thưởng huy chương quân đội Pháp (Médaille militaire). Ông rời Đông Dương với cấp bậc hạ sĩ quan vào năm 1956.
Sau thất bại tại Điện Biên Phủ, Borella được chuyển sang tham chiến tại Algérie thuộc Pháp với cấp bậc đại úy trong Trung đoàn 2 Nhảy dù Ngoại quốc. Về sau, ông gia nhập tổ chức OAS (Đội quân ngầm dẫn đầu bởi những cựu binh trong chiến tranh Algeria) và hoạt động bí mật suốt thập niên 1950, 1960 và đầu thập niên 1970. Đến năm 1974, ông sang Campuchia với cấp bậc đại úy phục vụ trong Quân lực Quốc gia Khmer mới thành lập và sau đó chỉ huy Lữ đoàn 1 Nhảy dù Quân lực Quốc gia Khmer. Tháng 4 năm 1975, Lữ đoàn 1 Nhảy dù phụ trách bảo vệ sân bay Pochentong cho đến khi Phnôm Pênh bị quân cộng sản đánh chiếm. Khmer Đỏ rất muốn chiếm sân bay còn nguyên vẹn nên đã tiến hành đàm phán nhằm đổi lại sự an toàn cho Borella và người của ông. Toàn bộ binh sĩ của Lữ đoàn 1 Nhảy dù đã biến mất vào vùng nông thôn, trong khi Borella chạy đến ẩn náu tại Đại sứ quán Pháp. Vào đầu tháng 5 năm 1975, Borella cùng với công dân Pháp và các nước thứ ba khác đã được sơ tán bằng xe tải đến Thái Lan.
Sau khi trở về từ Campuchia Borella đến Liban gia nhập hàng ngũ tổ chức kháng chiến của người Thiên Chúa giáo Phalanges tham chiến trong cuộc nội chiến Liban. Ông bị giết khi đang chiến đấu tại Beirut năm 1975.